# Nemoptera bipennis
Nemoptera bipennis, también conocida como duende, es una especie de insecto neuróptero de la familia Nemopteridae endémico de la península ibérica, del sur de Francia y también citada en Marruecos.
Es una especie de hábitos diurnos que en su fase adulta se alimenta de polen. Presenta antenas filiformes. Las alas anteriores, además de densamente nervadas, son de colores amarillos, verdosos y pardos, y las alas posteriores son muy alargadas, en forma de cinta y a veces retorcidas en tirabuzón, con dos bandas pardas transversales. Viven en zonas abiertas poco húmedas con vegetación baja, donde vuelan lentamente a baja altura, y pueden servir como bioindicadores del buen estado de conservación de su entorno. Las larvas son excavadoras y viven en el suelo y se las considera mirmecófagas. Después de dos años y tres estadios de desarrollo larvario, pupan en una bola de seda enterrada, para pasar a una breve fase de imago.
Aunque se llegaron a describir subespecies por Aistleitner en 1984, quedaron descartadas mediante un estudio posterior de Aspöck et al. (2001) corroborado por Víctor Monserrat en 2012.
Nemoptera bipennis se incluye en el Catálogo Regional de Especies Amenazadas de Castilla-La Mancha, aunque posiblemente no se encuentre amenazada, sino que se desconoce su distribución real.